# Bolitoglossa yucatana
La salamandra lengua de hongo yucateca, . también conocida como salamandra de Yucatán, salamandra lengua hongueada yucateca o salamandra-lengua hongueada (Bolitoglossa yucatana) es una especie de salamandra de la familia Plethodontidae,  endémica de la península de Yucatán. Alcanza una longitud total de 12.9 cm y una longitud hocico-cloaca de 6.6 cm. Color dorsal variable, de azul negruzco, negro parduzco, gris o marrón a marrón rojizo; con moteado irregular de crema a canela. Un parche alargado triangular o cuadrado y color marrón se localiza entre los ojos. Lateralmente suele ser marrón oscuro; garganta y cuerpo son marrón, pardo negruzco o tostado. Se distribuye en el norte de Belice y en la península de Yucatán (México). Habita en bosque húmedo tropical o subtropical a baja altitud, también en jardines rurales y zonas previamente boscosas y al momento muy degradadas. En hábitats perturbados, generalmente en las cercanías de cuevas o cenotes, debajo de los 500 m s. n. m.; se puede encontrar dentro de bromelias, entre hojarasca en la base de acantilados, en suelos poco profundos, en la base de los tocones de árboles y debajo de troncos al borde de cenotes, La NOM-059-SEMARNAT-2010 lista a la especie como sujeta a protección especial; la UICN2019-1 como de preocupación menor. Aunque es tolerante a la perturbación del hábitat, el cambio de uso de suelo ha provocado la reducción de su hábitat y muy posiblemente la reducción de sus poblaciones.